# David Kazhdan
Pour les articles homonymes, voir Kazhdan.
David Kazhdan (en russe : Дми́трий Александрович Каждан, Dmitri Alexandrovitch Kaschdan ; en hébreu : דוד קשדן ; né le 20 juin 1946 à Moscou) est un mathématicien israélien, qui travaille dans le domaine de la théorie des représentations.

## Formation et carrière
Il est le fils du célèbre byzantiniste Alexander Kazhdan. Il obtient son doctorat en 1969 à Moscou sous la direction d'Alexandre Kirillov. Ensuite, il est membre de l'école d'Israel Gelfand à Moscou, avant d'émigrer aux États-Unis en 1975 en tant que juif, où il change son nom, de Dmitry Aleksandrovich Kazhdan à David Kazhdan. Il est recruté à l'université Harvard comme professeur. En 2005, il part en Israël et il est actuellement en même temps professeur à l'université hébraïque de Jérusalem et à l'université Harvard.

## Travaux
Kazhdan est un expert de la théorie des représentations de groupes de Lie, des algèbres de Lie et des groupes algébriques. Une de ses contributions majeures est l'énoncé des conjectures de Kazhdan-Lusztig, qui déterminent le caractère des représentations simples en fonction de ceux des modules de Verma (en) (certaines représentations particulières d'algèbres de Lie réductives). Ces conjectures ont été prouvées indépendamment en 1981 par Alexander Beilinson et Joseph Bernstein d'une part, par Masaki Kashiwara et Jean-Luc Brylinski d'autre part. Elles s'expriment en termes de polynômes définis dans un article fondateur, appelés depuis polynômes de Kazhdan-Lusztig. Ces polynômes sont définis de façon combinatoire pour tout groupe de Coxeter mais, lorsque le groupe est un groupe de Weyl, leurs coefficients sont des invariants des variétés de Schubert associées au système de racines correspondant : les polynômes de Kazhdan-Lusztig fournissent une sorte de mesure de la singularité de ces variétés que Kazhdan et Lusztig expriment avec la cohomologie d'intersection (en) de MacPherson et Goresky.
Une autre contribution importante de Kazhdan est la mise en évidence de la propriété (T). Par ailleurs, en 1983, il démontre le théorème de Kazhdan sur les variétés arithmétiques.

## Prix et distinctions
Depuis 2006, il est membre de l'Académie israélienne des sciences et lettres. Parmi ses doctorants figurent Vladimir Voïevodski et Alexandre Polichtchouk. En 1990, il est lauréat du prix MacArthur. En 1986, il est conférencier invité au Congrès international des mathématiciens à Berkeley (Algebraic Geometry and Representation Theory). Dans les années 1990, il a été élu à l'Académie nationale des sciences, en 2008 à l'Académie américaine des arts et des sciences. En 2012, il reçoit le Prix Rothschild en sciences. En 2012, il a prononcé un discours en séance plénière lors du Congrès européen de mathématiques (ECM) à Cracovie (Representations of affine Kac-Moody groups over local and global fields). En 2012 également, il est lauréat du prix Israël. En 2020, il reçoit le prix Shaw avec Alexander Beilinson.

## Vie privée
Il a trois fils et une fille. Son fils Eli est un homme politique en Israël, son fils Michael est professeur d'informatique à l'université Johns-Hopkins.

## Publications choisies
(octobre 2018).
- avec Israel Gelfand: Representations of the group GL(n,K) where K is a local field. Lie groups and their representations (Proc. Summer School, Bolyai János Math. Soc., Budapest, 1971), pp. 95–118. Halsted, New York, 1975.
- avec George Lusztig:
  - Representations of Coxeter groups and Hecke algebras. Invent. Math. 53 (1979), no. 2, 165–184.
  - Schubert varieties and Poincaré duality. Geometry of the Laplace operator (Proc. Sympos. Pure Math., Univ. Hawaii, Honolulu, Hawaii, 1979), pp. 185–203, Proc. Sympos. Pure Math., XXXVI, Amer. Math. Soc., Providence, R.I., 1980.
  - Equivariant K -theory and representations of Hecke algebras. II. Invent. Math. 80 (1985), no. 2, 209–231.
  - Fixed point varieties on affine flag manifolds. Israel J. Math. 62 (1988), no. 2, 129–168.
  - Tensor structures arising from affine Lie algebras. I, II. J. Amer. Math. Soc. 6 (1993), no. 4, 905–947, 949–1011. III, IV. ibid. 7 (1994), no. 2, 335–381, 383–453.
  - Proof of the Deligne-Langlands conjecture for Hecke algebras. Invent. Math. 87 (1987), no. 1, 153–215.
- avec Victor Guillemin: Some inverse spectral results for negatively curved 2-manifolds. Topology 19 (1980), no. 3, 301–312.
- avec Samuel Patterson: Metaplectic forms. Inst. Hautes Études Sci. Publ. Math. No. 59 (1984), 35–142.
- avec Pierre Deligne, Marie-France Vignéras:  Représentations des algèbres centrales simples p -adiques. Representations of reductive groups over a local field, 33–117, Travaux en Cours, Hermann, Paris, 1984.
- avec Yuval Flicker:
  - Metaplectic correspondence. Inst. Hautes Études Sci. Publ. Math. No. 64 (1986), 53–110.
  - On the symmetric square: unstable local transfer. Invent. Math. 91 (1988), no. 3, 493–504.
- avec Pavel Etingof: Quantization of Lie bialgebras. I. Selecta Math. (N.S.) 2 (1996), no. 1, 1–41. II, III. ibid. 4 (1998), no. 2, 213–231, 233–269. IV. The coinvariant construction and the quantum KZ equations. ibid. 6 (2000), no. 1, 79–104. V. Quantum vertex operator algebras. ibid. 6 (2000), no. 1, 105–130.
- avec Alexander Braverman: The spherical Hecke algebra for affine Kac-Moody groups I. Ann. of Math. (2) 174 (2011), no. 3, 1603–1642.